# Aeródromo Tancholín
El Aeródromo Tancholín  (Código ICAO: MXA0- Código DGAC: TNH) es un pequeño aeropuerto privado ubicado unos 8 km al sur de Tancuayalab y unos 27 km al noroeste de Tempoal, se ubica en el municipio de Tempoal, Veracruz. Cuenta con una pista de aterrizaje de 1,300 metros de largo y 18 metros de ancho, así como una pequeña plataforma de aviación, hangar y una rampa de viraje en la cabecera 20.